# Robert Pracht
Karl Robert Pracht (* 12. April 1878 in Mülhausen, Reichsland Elsaß-Lothringen; † 4. Mai 1961 in Karlsruhe) war ein deutscher Schulmusiker und Komponist. Er ist vor allem für diverse Geigen- und Klavierwerke (Etüden) sowie für seine zahlreichen Chorlieder bekannt.
Pracht wurde als Sohn des Kapellmeisters Robert Ottmar Pracht im elsässischen Mulhouse geboren. Nach seiner schulischen Ausbildung besuchte er das Lehrerseminar in Meersburg und studierte darauf von 1900 bis 1904 an der Hochschule für Musik in Mannheim. In der Zwischenzeit legte er 1902 in Karlsruhe das Staatsexamen für Musik ab.
Nach einer kurzen Lehrertätigkeit in Meersburg und an den Lehrerbildungsanstalten Freiburg und Karlsruhe wurde Pracht ans Humboldt-Gymnasium in Karlsruhe berufen, wo er über zwei Jahrzehnte lang bis zu seiner Pensionierung 1945 als Musikstudienrat tätig war. Im Rahmen dieser Tätigkeit schuf er zahlreiche Schulmusikwerke für Klavier, Geige und Blasinstrumente sowie auch musikwissenschaftliche Publikationen.
Daneben leitete Pracht diverse Gesangvereine, u. a. den Männergesangverein „Badenia“ in Karlsruhe, den Liederkranz in Bruchsal, den Männerchor Frohsinn in Kirrlach und den Männergesangverein Eintracht in Bad Langenbrücken. Die traditionelle Chorliteratur bereicherte Pracht mit zahlreichen eigenen Kompositionen. Der Badische Sängerbund würdigte Pracht mit der Verleihung der Konradin-Kreutzer-Medaille. 1953 wurde ihm für sein künstlerisches Schaffen das Bundesverdienstkreuz am Bande verliehen.
Pracht verstarb 1961 in Karlsruhe im Alter von 83 Jahren. Er war seit 1909 mit Maria Frieda Elisabeth Reiß verheiratet, mit welcher er den gemeinsamen Sohn Robert Ludwig Pracht (geb. 1916) hatte.
Seine beliebtesten Chorwerke, „Das Morgenrot“ und „Weinland“, werden noch heute vor allem in den deutschsprachigen Ländern, in den Niederlanden, in Skandinavien sowie in Kanada, Australien und Südafrika aufgeführt.

## Werke (Auswahl)
- Über 200 Chorlieder
  - Das Morgenrot
  - Der Tag bricht an
  - Deutscher Frühling
  - Drei Nelken
  - Drei Rosen
  - Ewige Melodie
  - Lenzlust
  - Mein Hegau
  - Moorgrab
  - O deutscher Wald
  - Roland
  - Sonntag ist heut
  - Wanderlust
  - Weinland
  - Wirtin, schenk ein
- Klavierwerke
  - Berceuse und Scherzo für Klavier
  - Jugendalbum für Klavier
  - Stimmungsbilder für Klavier
- Werke für Kammermusik und Orchester
- Singspiele
- Wandervögel